# Lenny Bruce

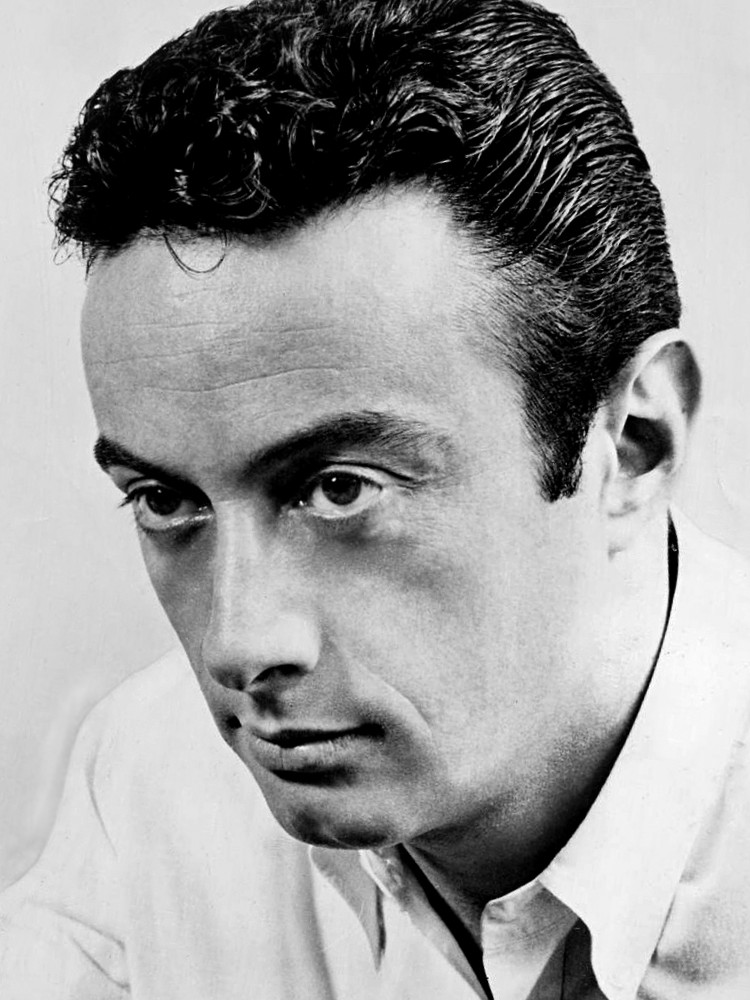
Lenny Bruce (1961)

Lenny Bruce (Mineola (New York), 13 oktober 1925 – Hollywood, 3 augustus 1966) was een Amerikaanse stand-upcomedian.

## Biografie

### Begin van zijn carrière
Lenny Bruce werd geboren als Leonard Alfred Schneider. Hij groeide op in Bellmore in de staat New York. Toen hij vijf jaar was, scheidden zijn ouders en Lenny woonde tot zijn vijftiende bij verschillende familieleden. Zijn moeder, Sally Marr (geboren Sadie Kitchenberg), was een revueartieste en had een grote invloed op zijn carrière. Na enige tijd gewerkt te hebben op een boerderij, bij een familie die hem de rust en structuur gaf die hij nodig had, meldde hij zich in 1942, op zeventienjarige leeftijd, aan voor de marine. Hij werd uitgezonden naar Europa, waar hij zou dienen tot zijn ontslag in 1946.
In 1947, kort nadat hij de achternaam Bruce aangenomen had, begon hij met het optreden als stand-upcomedian in Brooklyn. Zijn eerste doorbraak naar een groter publiek was een televisieoptreden in een talentenjacht met een imitatie van diverse Amerikaanse filmacteurs, waaronder Humphrey Bogart.
In 1951 kwam hij voor het eerst in aanraking met de politie, toen hij in Miami werd gearresteerd voor het zich voordoen als priester. Met kleding die hij wegnam tijdens zijn werk als wasman, haalde hij geld op voor een leprakolonie in Brits Guiana. Hij werd niet schuldig bevonden, daar de politie niet kon bewijzen dat hij met valse voorwendselen collecteerde. Later zou hij toegeven dat hij van de $8.000 die hij in drie weken ophaalde, slechts $2.500 had overgemaakt naar het goede doel.

### Weg naar beroemdheid
Bruce nam zijn eerste stappen in de comedywereld met het schrijven van filmscripts. In 1953 schreef hij de film Dance Hall Racket waarin hijzelf ook een rol speelde. In 1954 schreef hij de lowbudgetfilm Dream Follies en de jeugdfilm The Rocket Man.
Hij trad daarnaast in diverse comedyclubs met groeiend succes op met monologen en sketches. Van deze shows verschenen op Fantasy Records vier albums, rond thema's die in zijn oeuvre steeds terugkeren, zoals jazz, filosofie, politiek, vaderlandsliefde, religie, de wet, rassenscheiding, abortus, drugs, de Ku Klux Klan hypocrisie en zijn  Joodse achtergrond. Deze albums zouden later op cd worden heruitgegeven onder de naam The Lenny Bruce Originals.
Zijn steeds groter wordende bekendheid leidde ertoe dat hij werd uitgenodigd voor een landelijke televisieshow. Hierin bracht hij een sketch over het huwelijk van Elizabeth Taylor en Eddie Fisher. Dat de ster van Bruce rijzende was, bleek ook uit het feit dat hij steeds meer aandacht kreeg in de landelijke pers. Op 3 februari 1961 gaf hij een groots optreden in Carnegie Hall in New York.

### Conflicten met de wet
Op 4 oktober 1961 werd Bruce na een optreden in San Francisco gearresteerd voor obsceniteiten. Hij had op het podium het woord cocksucker (pikzuiger) gebruikt. Daarnaast had hij een sketch gehouden over de term to come (klaarkomen) en daarin gesteld dat die woorden zo licht waren, dat als je niet kon omgaan met die woorden, je waarschijnlijk zelf niet kon klaarkomen. Hoewel de jury hem vrijsprak, begonnen diverse politieorganisaties zijn shows te controleren, wat resulteerde in een reeks arrestaties voor obsceniteiten. De verscherpte aandacht voor Bruce leidde ook tot twee arrestaties voor drugsbezit in Philadelphia in 1961 en in Los Angeles in 1962.
Bruce ging zich in zijn optredens steeds directer richten tegen de politie, onder andere door de details van de aanklachten tegen hem openbaar te maken en tirades te voeren over zijn behandeling door politie en justitie, fascisme en het inperken van zijn vrijheid van meningsuiting. In steeds meer steden werd het hem van overheidswege verboden nog op te treden en in 1962 werd hij direct na aanvang van een voorstelling gearresteerd in Sydney, nadat hij zei dat er een fucking goed publiek in de zaal zat. Op verzoek van Hugh Hefner schreef Bruce, met hulp van Paul Krassner, zijn autobiografie, welke in delen werd gepubliceerd in Playboy en later werd uitgegeven onder de naam How to Talk Dirty and Influence People.
Tegen het einde van 1963 was hij het mikpunt geworden van Frank Hogan, de officier van justitie van Manhattan, die nauwe banden onderhield met Francis Spellman, de aartsbisschop van New York. In april 1964 had Bruce twee optredens in Greenwich Village, waarbij er in de zaal enkele undercover-rechercheurs zaten, en op beide avonden werd Bruce direct na het verlaten van het podium gearresteerd en aangeklaagd voor het plegen van diverse obsceniteiten.
Een driekoppige rechtbank boog zich over de, uitgebreid door de pers gecoverde, rechtszaak, die zes maanden duurde. Op 4 november 1964 werden Bruce en clubeigenaar Howard Solomon schuldig bevonden aan obsceniteiten. De veroordeling leidde tot kritiek van onder andere Woody Allen, Bob Dylan, Allen Ginsberg, William Styron en James Baldwin. Op 21 december 1964 werd Bruce veroordeeld tot vier maanden dwangarbeid. In afwachting van zijn hoger beroep werd hij op borgtocht vrijgelaten.

### Laatste jaren
Eind 1965 was het voor Bruce, die door de aanklachten zo goed als bankroet was geraakt, bijna onmogelijk geworden nog optredens te krijgen in de Verenigde Staten, omdat clubeigenaren bang waren mede vervolgd te worden voor obsceniteiten. Ook begon zijn toenemende drugsgebruik een weerslag te krijgen op zijn gezondheid. In december 1965 trad hij nog eenmaal op in Berkeley en op 25 juni 1966 gaf hij zijn laatste optreden in het Fillmore Auditorium in San Francisco, samen met Frank Zappa en The Mothers of Invention. Volgens aanwezigen maakte een speedy Bruce tijdens de show een verwarde indruk.

### Overlijden
Op 3 augustus 1966 werd Bruce dood aangetroffen in de badkamer van zijn huis in Hollywood. Bij zijn naakte lichaam werden een injectienaald, een verbrande flessendop en diverse andere drugsbenodigdheden gevonden. Als officiële doodsoorzaak werd een "acute morfinevergiftiging, veroorzaakt door een onbedoelde overdosis" gesteld. Bruce werd 40 jaar.
Bruce werd begraven op Eden Memorial Park, de begraafplaats in Mission Hills. De herdenkingsdienst op 21 augustus, geleid door producer en vriend Phil Spector, trok 500 aanwezigen. Medewerkers van de begraafplaats probeerden nog de dienst te tegen te houden, nadat er advertenties waren geplaatst waarin werd opgeroepen massaal broodtrommels en muziekinstrumenten mee te nemen.
De rechtszaak tegen Bruce werd na zijn vroegtijdige dood stopgezet. In 1970 werd de veroordeling van clubeigenaar Solomon, door de Hoge Raad van New York, verworpen.

## Latere erkenning
In 1971 ging het toneelstuk Lenny van Julian Barry, over het leven van Bruce, op Broadway in première. Dit werd in 1974 verfilmd onder dezelfde titel, met Dustin Hoffman in de titelrol. In 1998 maakte Robert B. Weide een documentaire over Bruce onder de titel Lenny Bruce: Swear to Tell the Truth. De documentaire, met voice-over van Robert De Niro, werd dat jaar genomineerd voor de Oscar voor beste documentaire.
Op het album Shot of Love van Dylan uit 1982 staat een ode aan Bruce. Het liedje eindigt met de zin: He's the brother that you never had.
Op 23 december 2003, 37 jaar na zijn overlijden, verleende de gouverneur van New York Bruce postuum gratie voor zijn veroordeling voor obsceniteiten. De aanleiding was een petitie, die onder meer getekend was door acteur Robin Williams. Het was het eerste postume gratiebevel in de geschiedenis van de staat.